# Ferustyp

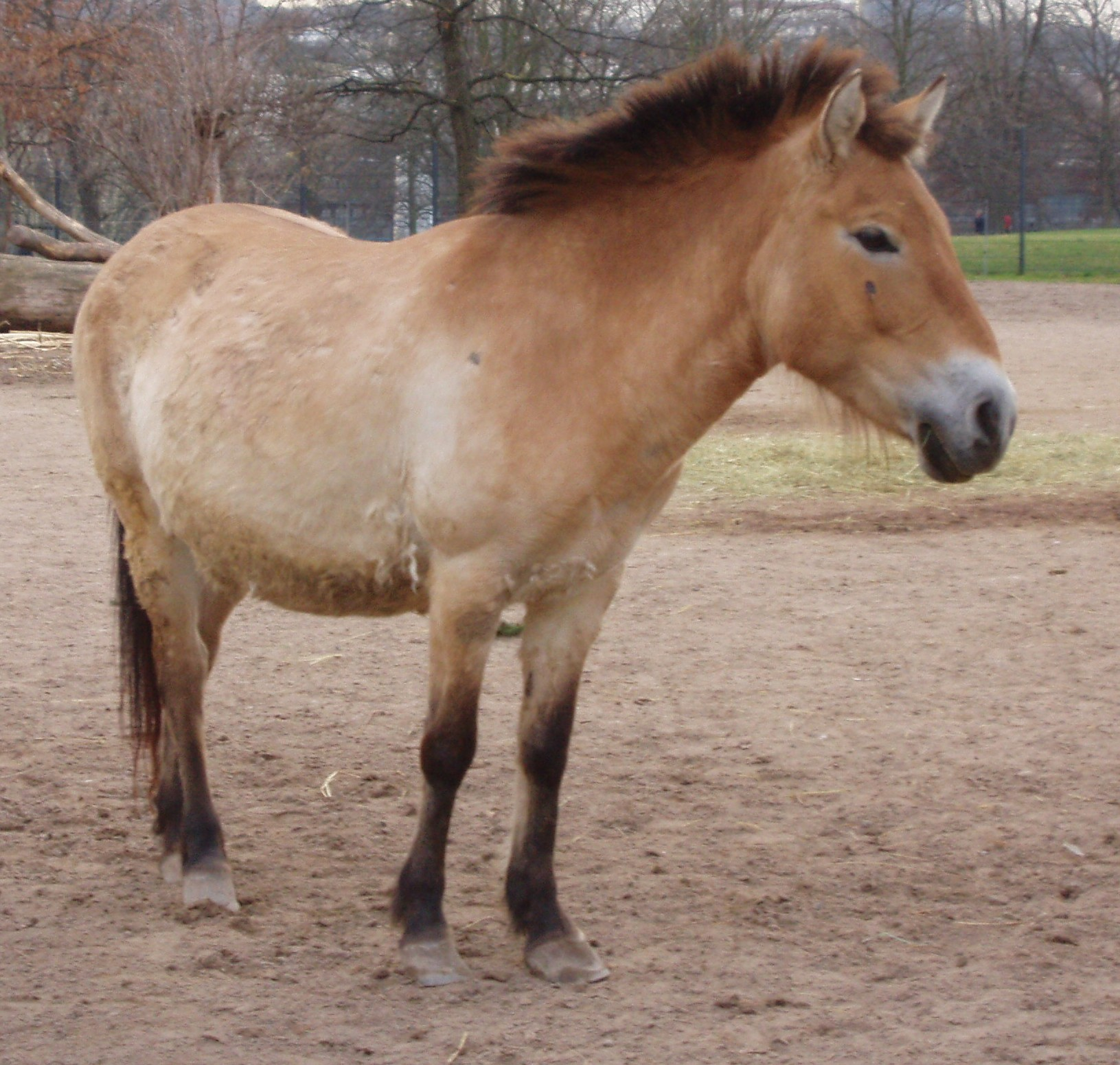
Przewalskihästen är den enda överlevande urhästen

Ferustyp är ett begrepp som innefattar hästar som är ättlingar i rakt nedstigande led till den primitiva och uråldriga Przewalskihästen.
Przewalskihästen (Equus ferus przewalskii) är den enda överlevande urtypshästen. En av de hästraser som räknas som Ferustyp är bland annat den Mongoliska ponnyn.